# Directe som
De directe som is een wiskundige techniek om uit twee of meer gelijksoortige algebraïsche structuren een nieuwe structuur van dezelfde soort te bouwen.
Omgekeerd kan een ingewikkelde structuur in sommige gevallen gelijkwaardig (bijvoorbeeld isomorf) zijn met de directe som van eenvoudiger structuren. Structuren die niet gelijkwaardig zijn met een directe som van niet-triviale structuren, krijgen wel benamingen als "enkelvoudig" of "irreducibel".
Dit artikel haalt enkele vaak voorkomende voorbeelden aan van directe sommen. Er bestaat ook een abstracte definitie van het begrip directe som in de categorietheorie, waarvan onze voorbeelden bijzondere gevallen zijn.

## Directe som van twee groepen
Groepsstructuren leveren het eerste belangrijke voorbeeld van een directe som. Bij een groep {\displaystyle (G,*_{G})}, bestaande uit een verzameling {\displaystyle G} en daarop een binaire operatie {\displaystyle *_{G}}, en  een tweede groep {\displaystyle (H,*_{H})}, bestaande uit een verzameling {\displaystyle H} en daarop een binaire operatie {\displaystyle *_{H}}, wordt een binaire operatie {\displaystyle *} gedefinieerd op het cartesisch product {\displaystyle G\times H} door:
{\displaystyle *\colon (G\times H)\times (G\times H)\to G\times H:((g_{1},h_{1}),(g_{2},h_{2}))\mapsto (g_{1}*_{G}g_{2},h_{1}*_{H}h_{2})}
of anders geschreven:
{\displaystyle (g_{1},h_{1})*(g_{2},h_{2})=(g_{1}*_{G}g_{2},h_{1}*_{H}h_{2})}
In woorden uitgedrukt: onder de nieuwe groepsbewerking wordt een paar van twee oorspronkelijke paren gevormd door de afzonderlijke leden van het paar (oorsprong en doel) met de oorspronkelijke twee groepsbewerkingen samen te stellen.
In de bovenstaande formule komt het cartesisch product van verzamelingen op twee verschillende niveaus voor: enerzijds omdat over de productverzameling {\displaystyle G\times H} gesproken wordt, en anderzijds omdat binaire operaties altijd op een cartesisch product opereren.
Het cartesisch product, voorzien van de groepsoperatie {\displaystyle \circ }, heet de directe som van de groepen {\displaystyle G} en {\displaystyle H}.
De directe som wordt meestal genoteerd met een plus-teken in een cirkeltje:
{\displaystyle G\oplus H}
Voor deze definitie is niet gebruikgemaakt van de groepseigenschappen. Ze is dus ook bruikbaar voor algemenere binaire operaties, zoals groepoïden of halfgroepen.
Men kan eenvoudig aantonen dat, als de individuele componenten van het cartesisch product aan de vier groepsaxioma's voldoen, de directe som dat ook doet. Het neutrale element is het paar dat bestaat uit de twee afzonderlijke neutrale elementen van {\displaystyle G} en {\displaystyle H}.
De directe som van abelse groepen is ook abels.

### Voorbeelden
De Viergroep van Klein is isomorf met de directe som van de cyclische groep van twee elementen met zichzelf:
{\displaystyle V_{4}\simeq \mathbb {Z} /2\mathbb {Z} \oplus \mathbb {Z} /2\mathbb {Z} }
Voor twee natuurlijke getallen {\displaystyle p} en {\displaystyle q} is de cyclische groep van orde {\displaystyle pq} dan en slechts dan isomorf met het directe product van de cyclische groepen van ordes {\displaystyle p} en {\displaystyle q}, 
{\displaystyle \mathbb {Z} /pq\mathbb {Z} \simeq \mathbb {Z} /p\mathbb {Z} \oplus \mathbb {Z} /q\mathbb {Z} }
als {\displaystyle p} en {\displaystyle q} geen gemene delers hebben:

## Directe som van een willekeurig aantal groepen
De bovenstaande definitie kan gemakkelijk uitgebreid worden voor drie verzamelingen {\displaystyle G,H} en {\displaystyle I}, of in het algemeen voor de componentsgewijze samenstelling van {\displaystyle n}-tupels uit een {\displaystyle n}-voudig cartesisch product van groepen.
Bij een oneindig aantal groepen wordt de definitie meestal op één belangrijk punt aangepast: men eist dat de oneindige tupels in alle componenten, op een eindig aantal componenten na, het neutrale element bevatten. De directe som van een oneindig aantal groepen is dus geen groepsbewerking op het cartesisch product van de individuele dragerverzamelingen, maar op een strikte deelverzameling van het cartesisch product. De notatie is tamelijk intuïtief
{\displaystyle \bigoplus _{i\in I}G_{i}}

## Structuurstelling voor eindige abelse groepen
Een belangrijk resultaat in de theorie der abelse groepen is het volgende.
Elke eindige abelse groep is isomorf met een directe som van cyclische groepen.
Deze stelling is in het algemeen niet geldig bij niet-abelse groepen. Een groep zonder echte normaaldelers heet een simpele of enkelvoudige groep. De classificatie van niet-cyclische enkelvoudige groepen wordt als voltooid beschouwd, maar haar bewijs telt tienduizenden bladzijden, verspreid over tientallen artikels.

## Directe som van ringen
Door de definitie van de directe som van binaire operaties tegelijkertijd toe te passen op de twee bewerkingen van een ringstructuur, bekomen we de directe som van ringen. Als de oorspronkelijke ringen een commutatieve vermenigvuldiging hebben, dan ook hun directe som. Als een eindig aantal ringen een eenheidselement (neutraal element voor de vermenigvuldiging) hebben, dan ook hun directe som.
De directe (ring)-som van lichamen/velden is geen lichaam/veld, tenzij in enkele randgevallen. Algemener is de directe som van nuldelervrije ringen meestal niet nuldelervrij.

## Directe som van modulen en vectorruimten
Er is geen nuttige algemene definitie voor de directe som van twee modulen of vectorruimten. Men kan echter wel de directe som van twee modulen over eenzelfde ring {\displaystyle R} (of twee vectorruimten over eenzelfde lichaam/veld {\displaystyle K}) definiëren, en het resultaat is opnieuw een moduul over {\displaystyle R} (resp. een vectorruimte over {\displaystyle K}).
De directe som van abelse groepen kan worden beschouwd als een bijzonder geval hiervan, omdat abelse groepen in eenduidig verband staan met modulen over de ring der gehele getallen.